# Cheiloneurus seminigriclavus
Cheiloneurus seminigriclavus är en stekelart som beskrevs av Girault 1915. Cheiloneurus seminigriclavus ingår i släktet Cheiloneurus och familjen sköldlussteklar. Inga underarter finns listade i Catalogue of Life.